# Cnemidophorus
Cnemidophorus és un gènere de sauròpsids (rèptils) escatosos de la família Teiidae que normalment es diuen llangardaixos de cua fuet. Es distribueixen per Amèrica del Nord, Centreamèrica i Sud-amèrica.
Aproximadament un terç de les espècies de Cnemidophorus no tenen mascles i es reprodueixen per partenogènesi. Això és comú en els invertebrats com les abelles i àfids, però molt rar en els vertebrats. Les femelles quan s'aparien ho fan amb mascles d'una altra espècie de Cnemidophorus.

## Taxonomia

Mapa de Colòmbia

- Cnemidophorus angusticeps
- Cnemidophorus arenivagus
- Cnemidophorus arizonae
- Cnemidophorus arubensis
- Cnemidophorus burti
- Cnemidophorus calidipes
- Cnemidophorus ceralbensis
- Cnemidophorus communis
- Cnemidophorus costatus
- Cnemidophorus cozumelae
- Cnemidophorus cryptus
- Cnemidophorus deppei
- Cnemidophorus dixoni
- Cnemidophorus exsanguis
- Cnemidophorus flagellicaudus
- Cnemidophorus gramivagus
- Cnemidophorus gularis
- Cnemidophorus guttatus
- Cnemidophorus gypsi
- Cnemidophorus hyperythrus
- Cnemidophorus inornatus
- Cnemidophorus labialis
- Cnemidophorus lacertoides
- Cnemidophorus laredoensis
- Cnemidophorus leachei
- Cnemidophorus lemniscatus
- Cnemidophorus lineattissimus
- Cnemidophorus littoralis
- Cnemidophorus longicaudus
- Cnemidophorus marmoratus
- Cnemidophorus martyris
- Cnemidophorus maximus
- Cnemidophorus mexicanus
- Cnemidophorus motaguae
- Cnemidophorus mumbuca
- Cnemidophorus murinus
- Cnemidophorus nativo
- Cnemidophorus neomexicanus
- Cnemidophorus neotesselatus
- Cnemidophorus nigricolor
- Cnemidophorus ocellifer
- Cnemidophorus opatae
- Cnemidophorus pai
- Cnemidophorus parecis
- Cnemidophorus parvisocius
- Cnemidophorus pseudolemniscatus
- Cnemidophorus rodecki
- Cnemidophorus sackii
- Cnemidophorus scalaris
- Cnemidophorus septemvittatus
- Cnemidophorus serranus
- Cnemidophorus sexlineatus
- Cnemidophorus sonorae
- Cnemidophorus tesselatus
- Cnemidophorus tigris
- Cnemidophorus uniparens
- Cnemidophorus vacariensis
- Cnemidophorus vanzoi
- Cnemidophorus velox

## Mapa de les observacions més recents
Les últimes observacions de Cnemidophorus que s'han produït han estat, en la seva majoria, a Colòmbia, però també s'han donat a Paramaribo, Guaiana Francesa, Manaus, Hondures, Trinitat i Tobago…

## Altres tàxons comunament identificats de manera errònia com aquest gènere a Colòmbia
- Ameivas (gènere Ameiva).
- Huicos (gènere Aspidoscelis).
- Huicos (gènere Holcosus).
- Abaniquillos (gènere Anolis).[2]